# Lemongrassmusic
Lemongrassmusic ist ein Label für Elektronische Musik aus Espelkamp, Deutschland. Es wurde 2005 von Roland Voss und seinem Bruder Daniel Voss gegründet. Das Label ist spezialisiert auf Lounge, Ambient, Trance, Deep House, NuJazz und Trip-Hop.

## Geschichte
Roland und Daniel Voss gründeten das Label 2005 zunächst als unabhängige Plattform zur Veröffentlichung ihrer verschiedenen Musikprojekte wie Lemongrass, Weathertunes, Five Seasons und Jasmon. Auf einer Tour in Japan trafen sie viele inspirierende Künstler, die innovative Musik spielten und in Europa unbekannt waren. Daraus entwickelte sich die Idee, diese Künstler auf einer Zusammenstellung der Öffentlichkeit zu präsentieren. So entstand 2006 Lemongrass Garden Volume 01 als erste Kompilation des Labels. In den nächsten Jahren folgten zahlreiche weitere Kompilationen, u. a. Klassik Lounge Nightflight Vol. 03 und Klassik Lounge Nightflight Vol. 04 im Auftrag des deutschen Radiosenders Klassik Radio. Neue internationale Künstler wurden unter Vertrag genommen und produziert. Heute ist Lemongrassmusic ein wichtiger Akteur der internationalen elektronischen Musikszene.

## Künstler
- Alexandra Hampton
- Antennasia
- Beach Hoppers
- Capa
- Corrado Saija
- DJ Nartak
- Dreamhunter
- Dub Mars
- Eskadet
- Faro
- Five Seasons
- Glam Sam and His Combo
- Gushi & Raffunk
- Jane Maximova
- Jasmon
- Jettricks
- Johannes Huppertz
- Karen Gibson Roc
- Keisuke Sakai
- Kolby Wade
- Kondencuotas Pienas
- Lemongrass
- Marc Hartman
- Man in a Room
- Mark Oakland
- Michiko
- Mirage of Deep
- Mo'jardo
- MoShang
- Northbound
- Openzone Bar
- Paulsen & Stryczek
- Placid Larry
- Roberto Bronco
- Slow World
- T2'n
- Tafubar
- Tim Angrave
- Weathertunes
- Weber & Weber

## Kompilationen
- 2006: Lemongrass Garden Volume 01
- 2007: Lemongrass Garden Volume 02
- 2005: Lounge Du Soleil Vol. 1
- 2008: Lounge Du Soleil Vol. 2
- 2008: Lounge Du Soleil Vol. 3
- 2008: Lemongrass Garden Volume 03
- 2008: Lounge Du Soleil Vol. 4
- 2008: Lemongrassmusic In The Mix: Deep House Dreams
- 2009: Lemongrassmusic In The Mix: Ethnosphere
- 2009: Lounge Du Soleil Vol. 5
- 2009: Cinematic Lounge Volume One
- 2009: Chillin' In The Nude (Selected By Tafubar)
- 2009: Lounge Du Soleil Vol. 6
- 2009: Chillout Amsterdam Volume 1
- 2009: Lounge Du Soleil Vol. 7
- 2009: Lemongrassmusic In The Mix: Deep House Dreams 2
- 2009: Lemongrass Garden Volume 04
- 2009: Groove On, Earth! - Selected By DJ Nartak
- 2009: Cinematic Lounge Vol. 2
- 2009: Klassik Lounge Nightflight Vol. 03 (Compiled By DJ Nartak)
- 2009: Lounge Du Soleil Vol. 8
- 2009: Future Jazz Cafe
- 2010: Lemongrassmusic In The Mix: Ethnosphere 2
- 2010: Lemongrass & Various Artists - The Remix Sessions
- 2010: Lounge Du Soleil Vol. 9
- 2010: Cinematic Lounge Vol. 3
- 2010: Lemongrassmusic In The Mix: Deep House Dreams 3
- 2010: Lounge Du Soleil Vol. 10
- 2010: Future Jazz Cafe 2
- 2010: Lemongrass Garden Volume 05
- 2010: Lemongrassmusic In The Mix: Deep House Dreams 4
- 2010: Liquid Sound Volume 3
- 2011: Lounge Du Soleil Vol. 11
- 2011: Groove On, Earth! 2 - Selected By DJ Nartak
- 2011: Lemongrassmusic In The Mix: Deep House Dreams 5
- 2011: Lounge Du Soleil Vol. 12
- 2011: Future Jazz Cafe Vol. 3
- 2011: Klassik Lounge Nightflight Vol. 04 (Compiled by DJ Nartak)
- 2012: Lounge Du Soleil Vol. 13
- 2012: Lemongrassmusic - Episode 100
- 2012: Cinematic Lounge Vol. 4
- 2012: Klassik Lounge Nightflight Vol. 05 (Compiled By DJ Nartak)
- 2013: Lounge Du Soleil Vol. 14
- 2013: Deep House Dreams 6
- 2013: Ethnosphere 3
- 2013: Future Jazz Cafe Volume 4
- 2013: Tokyo Chillout Vol. 2
- 2013: Lemongrass Garden Vol. 6
- 2013: Lounge Du Soleil Vol. 15
- 2013: Cinematic Lounge Vol. 5
- 2013: Deep House Dreams 7
- 2013: Klassik Lounge Nightflight Vol. 06 (Compiled by DJ Nartak)
- 2013: Lounge Du Soleil Vol. 16
- 2014: Space Station Vol. 1
- 2014: Future Jazz Cafe Vol. 05
- 2014: Lounge Du Soleil Vol. 17
- 2014: Starseekers (Nocturnal Elegance – Compiled By DJ Nartak)
- 2014: Deep House Dreams 8
- 2015: Lounge Du Soleil Vol. 18
- 2015: Future Jazz Cafe Vol. 06
- 2015: Klassik Lounge Nightflight Vol. 07 (Compiled by DJ Nartak)
- 2015: Tokyo Chillout 3
- 2015: Space Station Vol. 2
- 2015: Deep House Dreams 6
- 2015: Lemongrassmusic Episode 200 (The Best Of 2012-2015)
- 2016: Future Jazz Cafe Vol. 07
- 2016: Lounge Du Soleil Vol. 19
- 2016: Klassik Lounge Nightflight Vol. 08 (Compiled by DJ Nartak)
- 2016: Lemongrass Garden Vol. 07
- 2016: Chill Hop Zone Vol.1
- 2017: Lounge Du Soleil Vol.20
- 2017: Deep House Dreams Vol.10
- 2017: Chill Hop Zone Vol.2
- 2017: Klassik Lounge Summer Vol.2 (Compiled by DJ Nartak)
- 2017: Future Jazz Cafe Vol.8
- 2018: Lemongrass Garden Vol.8
- 2018: Tokyo Chillout 4 (Buddha’s Journey)
- 2018: Best Of Lounge Du Soleil (50 Timeless Lounge Tracks)
- 2018: Chill Hop Zone Vol.3
- 2018: Cinematic Lounge Vol.6
- 2018: Future Jazz Cafe Vol.9
- 2019: Space Station Vol.3 (Deep Ambient Selected By Lemongrass)
- 2019: Lemongrass Garden Vol.9
- 2019: Best Of Deep House Dreams
- 2019: Lemongrassmusic - Episode 300
- 2019: Tokyo Chillout 5
- 2019: Lounge Du Soleil Vol.21
- 2020: Future Jazz Cafe Vol.10
- 2020: Lemongrass Garden Vol.10
- 2021: Tokyo Chillout 6
- 2021: Lounge Du Soleil Vol.22
- 2021: Lounge Du Soleil Vol.23
- 2022: Lounge Du Soleil Vol.24
- 2022: Space Station Vol.4 (Deep Ambient Selected By Lemongrass)
- 2022: Tokyo Chillout 7
- 2023: Lemongrassmusic - Episode 400